# Barry Cunliffe
Sir Barrington Windsor Cunliffe CBE FBA FSA (nacido el 10 de diciembre de 1939), conocido como Barry Cunliffe, es un arqueólogo y académico británico. Fue catedrático de Arqueología Europea en la Universidad de Oxford de 1972 a 2007. Desde 2007 es profesor emérito.

## Biografía

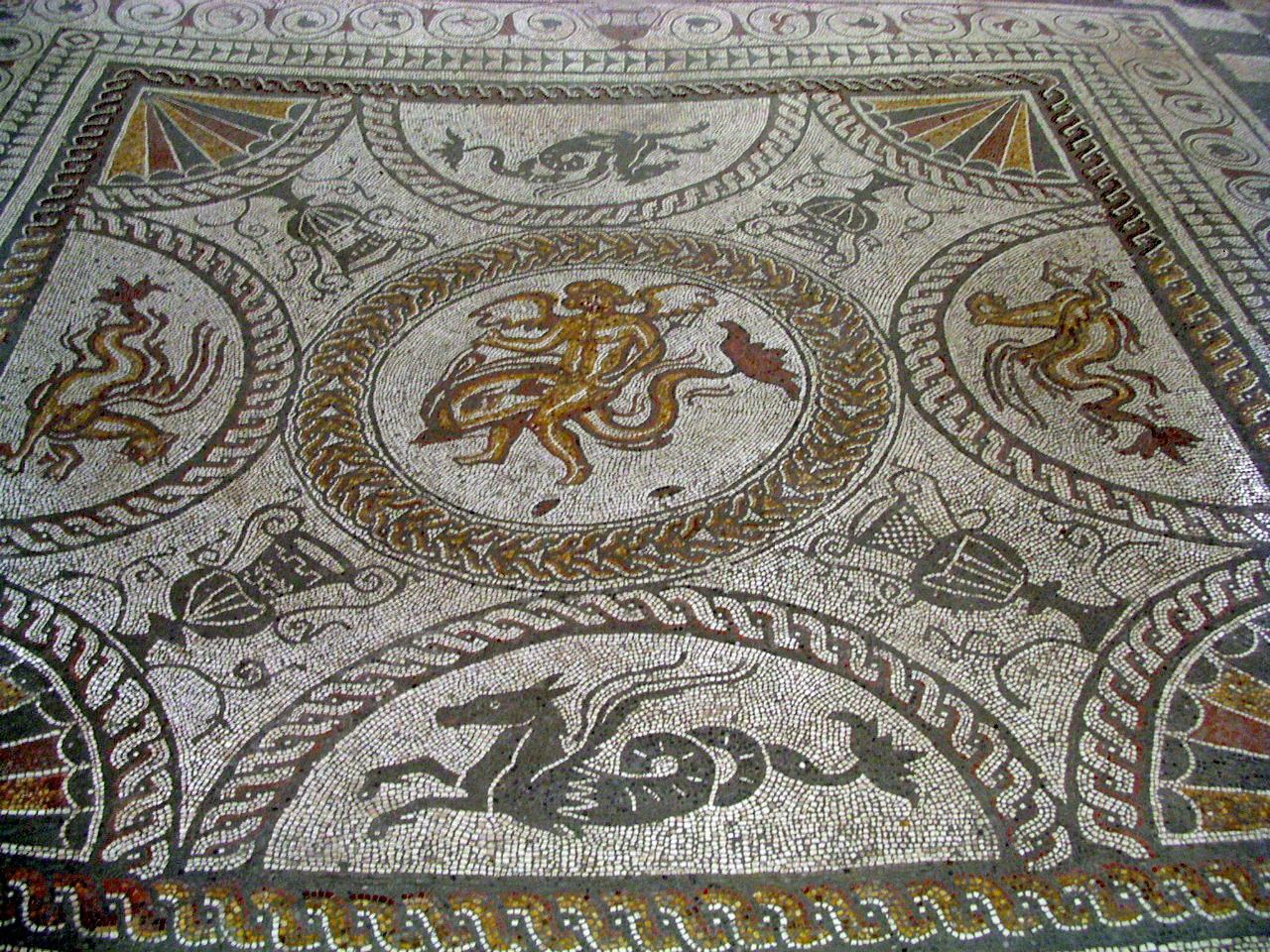
El mosaico de delfines hallado por el equipo de Cunliffe en Fishbourne

Su vocación de arqueólogo surgió a los nueve años, tras descubrir restos romanos en la granja de su tío en Somerset. Tras asistir a la Northern Grammar School de Portsmouth (actual Mayfield School), estudió arqueología y antropología en el St John's College de Cambridge. En 1963 fue nombrado profesor de la Universidad de Bristol. Fascinado por los restos romanos de la cercana Bath, emprendió un amplio programa de excavaciones y publicaciones.
En 1966 fue nombrado catedrático, a una edad inusualmente joven, del recién fundado Departamento de Arqueología de la Universidad de Southampton. Allí participó en la excavación (1961-1968) del palacio romano de Fishbourne, en Sussex. Otro yacimiento en el sur de Inglaterra le alejó del periodo romano. Inició una larga serie de excavaciones estivales (1969-1988) en el castro de Danebury (Hampshire), de la Edad de Hierro, y más tarde participó en el programa Danebury Environs (1989-1995). Fruto de su interés por la Gran Bretaña y la Europa de la Edad de Hierro, publicó numerosos trabajos y se consagró como una autoridad reconocida en el ámbito de los celtas.
Otros yacimientos en los que ha trabajado son Hengistbury Head (Dorset), Mount Batten (Devon), Le Câtel (Jersey) y Le Yaudet (Bretaña), que reflejan su interés por las comunidades de la Europa Atlántica durante la Edad del Hierro. En sus últimos trabajos, expone la tesis de que la cultura celta se originó a lo largo de la fachada atlántica durante la Edad del Bronce, antes de extenderse hacia el interior, postura que contrasta con la opinión más generalmente aceptada de que los orígenes de los celtas se hallan en la cultura de Hallstatt alpina. Uno de sus proyectos más recientes se ha desarrollado en el valle del Najerilla, en La Rioja (España), a caballo entre «el corazón celtíbero de Iberia central y la zona atlántica del Golfo de Vizcaya».
Cunliffe fue elegido miembro de la Academia Británica en 1979. Vive con su esposa en Oxford.

## Obras (selección)
- The Roman Occupation, Introduction, Cumberland and Westmorland, The Buildings of England. Nikolaus Pevsner, Harmondsworth: Penguin (1967)
- Roman Hampshire, Introduction, Hampshire and the Isle of Wight, The Buildings of England. Nikolaus Pevsner, Harmondsworth: Penguin (1967)
- The Roman Occupation, Introduction, Worcestershire, The Buildings of England. Nikolaus Pevsner, Harmondsworth: Penguin (1968)
- Roman Kent, Introduction, North East and East Kent, The Buildings of England. Nikolaus Pevsner, Harmondsworth: Penguin (1969)
- Fishbourne: A Roman Palace and Its Garden, 1971.
- The Regni. A Peoples of Roman Britain. Ed. Keith Brannigan, pub. Duckworth, 1973. ISBN 0-7156-0699-9
- Iron Age Communities in Britain, 1974. ISBN 0-7100-8725-X (4ª edición: enero de 2005)
- Excavations in Bath 1950-1975, 1979.
- Danebury: Anatomy of an Iron Age Hillfort, 1983.
- Roman Bath Discovered, 1984.
- The Celtic World, 1987.
- Greeks, Romans and Barbarians, 1988.
- Wessex to AD 1000, 1993.
- The Ancient Celts, 1997. ISBN 0-14-025422-6
- Facing the Ocean: The Atlantic and Its Peoples, 8000 BC to AD 1500. Oxford: Oxford University Press, 2001.
- The Oxford Illustrated History of Prehistoric Europe (2001)
- The Extraordinary Voyage of Pytheas the Greek: The Man Who Discovered Britain. Walker & Co, 2001. ISBN 0-8027-1393-9 (edición de 2002 de Penguin: ISBN 0-14-200254-2)
- The Celts: A Very Short Introduction. Oxford: Oxford University Press, 2003.
- England's Landscape. The West. English Heritage, 2006.
- Europe Between the Oceans: 9000 BC-AD 1000, 2008. ISBN 0-300-11923-2
- A Valley in La Rioja: The Najerilla Project, con Gary Lock. Oxford: Oxford Univ. School of Archaeology, 2010.
- Druids: A Very Short Introduction. Oxford: Oxford University Press, 2010.
- Celtic from the West. Alternative perspectives from archaeology, genetics and literature. Oxbow Books, 2010.
- Britain Begins. Oxford: Oxford University Press, 2012.
- By Steppe, Desert, and Ocean: The Birth of Eurasia. Oxford: Oxford University Press, 2015.